# Заврата (биљка)
Заврата (лат. Cephalanthera) род је орхидеја из потпородице Epidendroideae, смештен у племе Neottieae. Близу 20 признатих врста (укључујући хибридне) расте по Евроазији, северозападу Северне Америке и северозападу Африке. Једна врста нађена у дивљини у Северној Америци је Cephalanthera austiniae, фантомска орхидеја или снежна орхидеја. Еколошки, ова врста је делимично микохетеротрофна. Неке од европски врста формирају хибриде.
Врсте прихваћене од маја 2014. године:
- — Тајван
- -{Cephalanthera austiniae  — Британска Колумбија, Вашингтон, Орегон, Ајдахо, Калифорнија
- — Јунан
- — Иран, јужноевропски део Русије, Азербејџан, Јерменија, Република Грузија
- — Крит
- — Европа и Блиски исток од Енглеске и Шведске до Русије и Ирана; такође Бутан, Индија, Мјанмар и Јунан
- — Грчка, Турска
- — Кина, Јапан, Кореја, Курилска острва, Бутан, Асам, источни Хималаји
- — Лаос
- — Лаос, Тајланд
- — Кина, Јапан, Кореја
- — Јунан
- — Јунан
- — Турска, Азербејџан, Јерменија, Република Грузија
- — Турска, Азербејџан, Јерменија, Република Грузија, Иран, Ирак, јужноевропски део Русије
- — Кина, Јапан, Кореја, Руски Далеки исток
- — распрострањена широм Европе, Азије и северне Африке од Ирске и Марока до Кине
- — Немачка (C. damasonium × C. rubra)
- — Сичуан
- — Аустрија, Швајцарска (-{C. longifolia × C. rubra)
- — Мјанмар, Кина
- — Азербејџан (-{C. caucasica × C. longifolia)
- — Европа, Северна Африка и југозападна Азија од Енглеске, Шпаније и Марока до Русије и Ирана
- — европски део Турске (C. epipactoides × C. longifolia)
- — Аустрија, Немачка, Француска, Турска, бивша Југославија (C. damasonium × C. longifolia)
- — Турска (C. damasonium × C. kotschyana)